# Pierre Perreau-Pradier
Pour les articles homonymes, voir Perreau-Pradier.
Pierre Perreau-Pradier, né le 5 juillet 1885 à Auxerre (Yonne) et mort le 24 juillet 1969 à Tonnerre (Yonne), est un homme politique français.

## Biographie
Alfred Pierre Joseph Charles Perreau-Pradier est le fils de François Charles Perreau et de Marguetire Pradier. Après des études secondaires à Tonnerre, puis à Dijon, Pierre Perreau-Pradier, fils du député-maire de Tonnerre François-Charles Perreau-Pradier, obtient à Paris un doctorat en droit, sciences politiques et économiques, et, en 1906, travaille comme attaché au cabinet du Président de la Chambre des députés, Paul Doumer. Avocat à la Cour d'appel de Paris, il mène surtout une carrière à la frontière de l'administration publique et de la politique : chef adjoint du cabinet du sous-secrétaire d'Etat à la Guerre, Joseph Noulens, conservateur adjoint des musées de Paris, administrateur dans la préfectorale, il finit sa carrière comme préfet honoraire.
Le 25 octobre 1910 à Paris 20e, il épouse Marie Riberolle.
En 1912, il se présente à l'élection législative partielle provoquée par la mort de son père, auquel il succède, battant au second tour le socialiste Maxence Roldès. Il conserve son siège en 1914, puis à toutes les élections suivantes de la Troisième République.
De 1919 à 1940, il est rapporteur général de la commission des comptes définitifs et des économies. A la Chambre, il s'intéresse à de nombreux sujets, mais plus particulièrement les questions coloniales, les beaux-arts, l'agriculture, suivant une orientation « moderniste », proche des radicaux, bien qu'il siège au sein des différents groupes du centre-gauche (gauche radicale, républicains de gauche) pendant ses différents mandats.
Favorable aux politique de déflation menées par la droite, il est nommé sous-secrétaire d'Etat aux finances en 1932, puis occupe le poste de sous-secrétaire d'Etat à la présidence du Conseil auprès de Pierre-Etienne Flandin, de novembre 1934 à juin 1935.
Son vote en faveur des pleins pouvoirs à Philippe Pétain, en 1940, met un terme à sa carrière politique.

## Mandats électifs
- Député républicain de gauche de l'Yonne de 1912 à 1940.

## Responsabilités ministérielles
- Sous-secrétaire d'État aux Finances du 20 février au 3 juin 1932 dans le gouvernement André Tardieu (3);
- Sous-secrétaire d'État à la présidence du Conseil du 8 novembre 1934 au 1er juin 1935 dans le gouvernement Pierre-Étienne Flandin (1).

## Publications
- [Perreau-Pradier & Besson 1916] Pierre Perreau-Pradier et Maurice Besson (préf. Paul Deschanel), La guerre économique dans nos colonies, Paris, libr. Félix Alcan, 1916 (présentation en ligne).